# Vår Fru av Meritxell

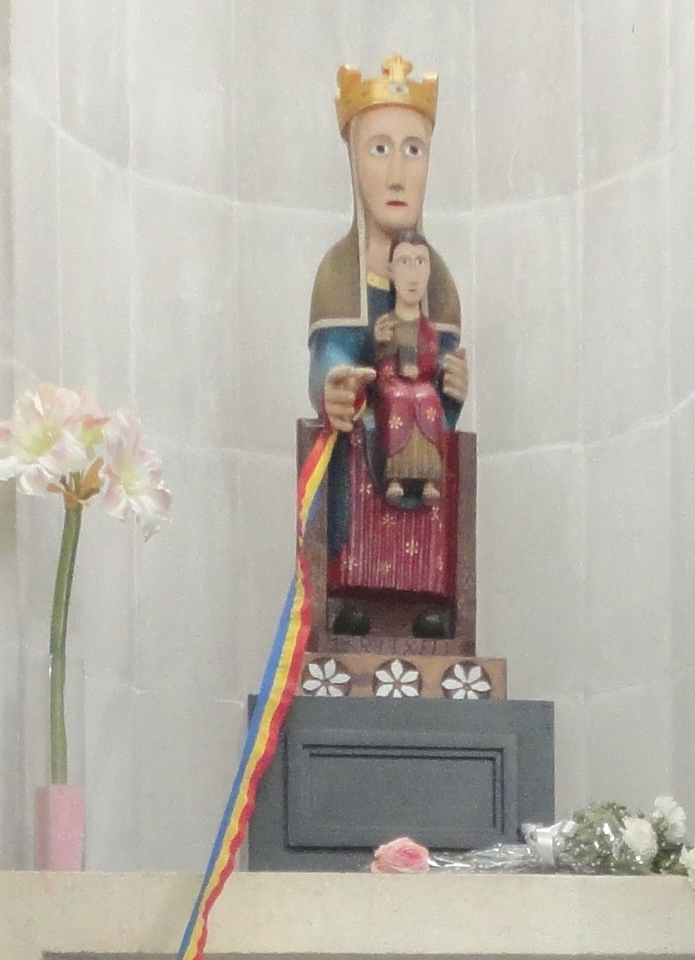
Vår Fru av Meritxell

Vår Fru av Meritxell, på katalanska Mare de Deu de Meritxell, är en staty som föreställer Jungfru Maria och Jesusbarnet. Den är belägen i kommunen Canillo i Andorra. Statyn är Andorras skyddshelgon efter en legend från 1100-talet. Den ursprungliga statyn och kyrkan förstördes vid en brand i samband med statyns festdag den 8 september 1972. En kopia finns i den nya kyrkan och i anslutning till denna ett litet museum. Nybyggnationen är ett verk av arkitekten Ricardo Bofill. Vår Fru av Meritxell omnämns i Andorras nationalsång El Gran Carlemany.

## Legenden
Några personer som var på väg till mässan i Canillo den 6 januari någon gång i slutet av 1100-talet upptäckte en blommande vildros. De tyckte att det var underligt eftersom det var mitt i vintern och gick närmare. Då upptäckte de en staty av Jungfru Maria och Barnet under rosbusken. De tog med sig statyn till kyrkan och placerade den i ett kapell. Dagen efter var statyn försvunnen och återfanns under rosbusken igen. Detta upprepades även nästa natt. Byborna beslutade sig för att bygga en ny kyrka till statyn och vid ett snöfall lämnades en plats snöfri lagom stor för en kyrka.